# Callimedusa tomopterna
Espèce
Synonymes
- Pithecopus tomopternus Cope, 1868
- Phyllomedusa tomopterna (Cope, 1868)

Statut de conservation UICN

 LC  : Préoccupation mineure
La Phyloméduse tigrine (Callimedusa tomopterna) est une espèce d'amphibiens de la famille des Phyllomedusidae qui regroupe 63 espèces réparties dans 8 genres. 

## Répartition
Cette espèce se rencontre au Pérou, en Équateur, en Colombie, dans le Sud du Venezuela, au Guyana, au Suriname, en Guyane, au Brésil et en Bolivie du niveau de la mer à 500 m d'altitude dans le bassin amazonien,.

## Description
Cette espèce de phyloméduse présente une robe verte plus ou moins ponctuée. La partie intérieure des pattes et les flancs tigrés sont caractéristiques. La gorge est blanchâtre. Les mâles mesurent de 44 à 54 mm et les femelles jusqu'à 60 mm.

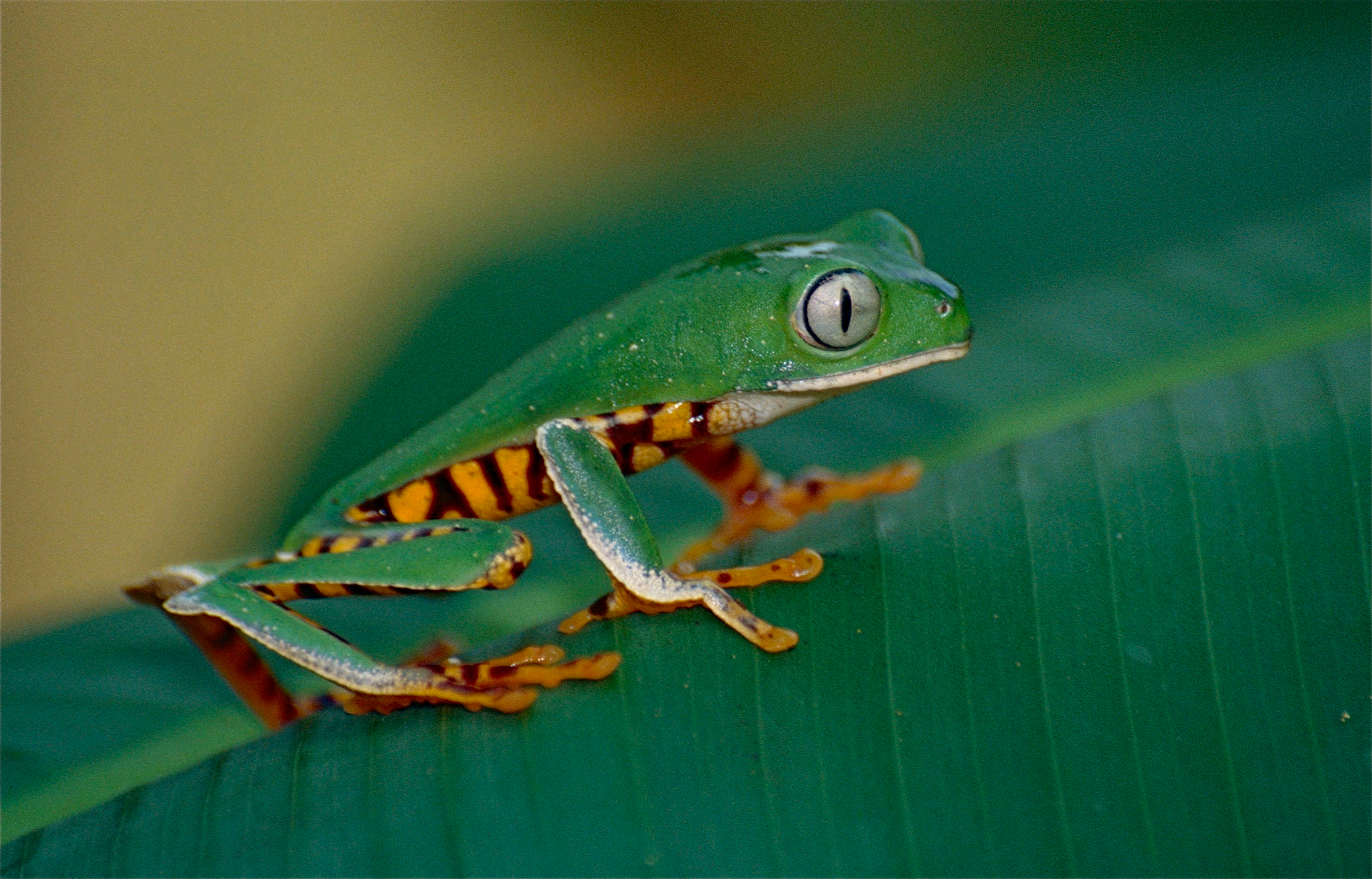
Phyllomedusa tomopterna

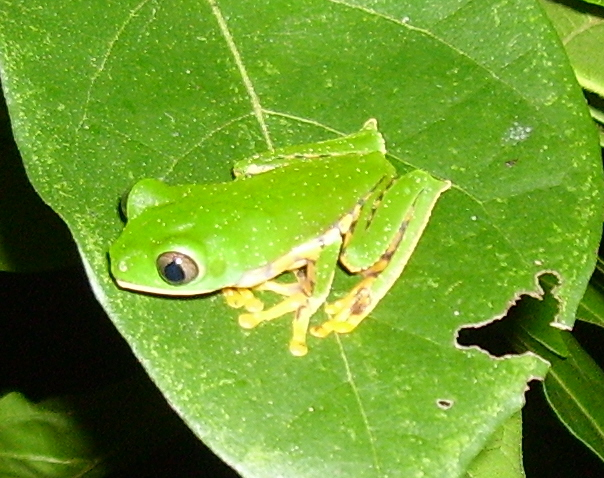
Equateur
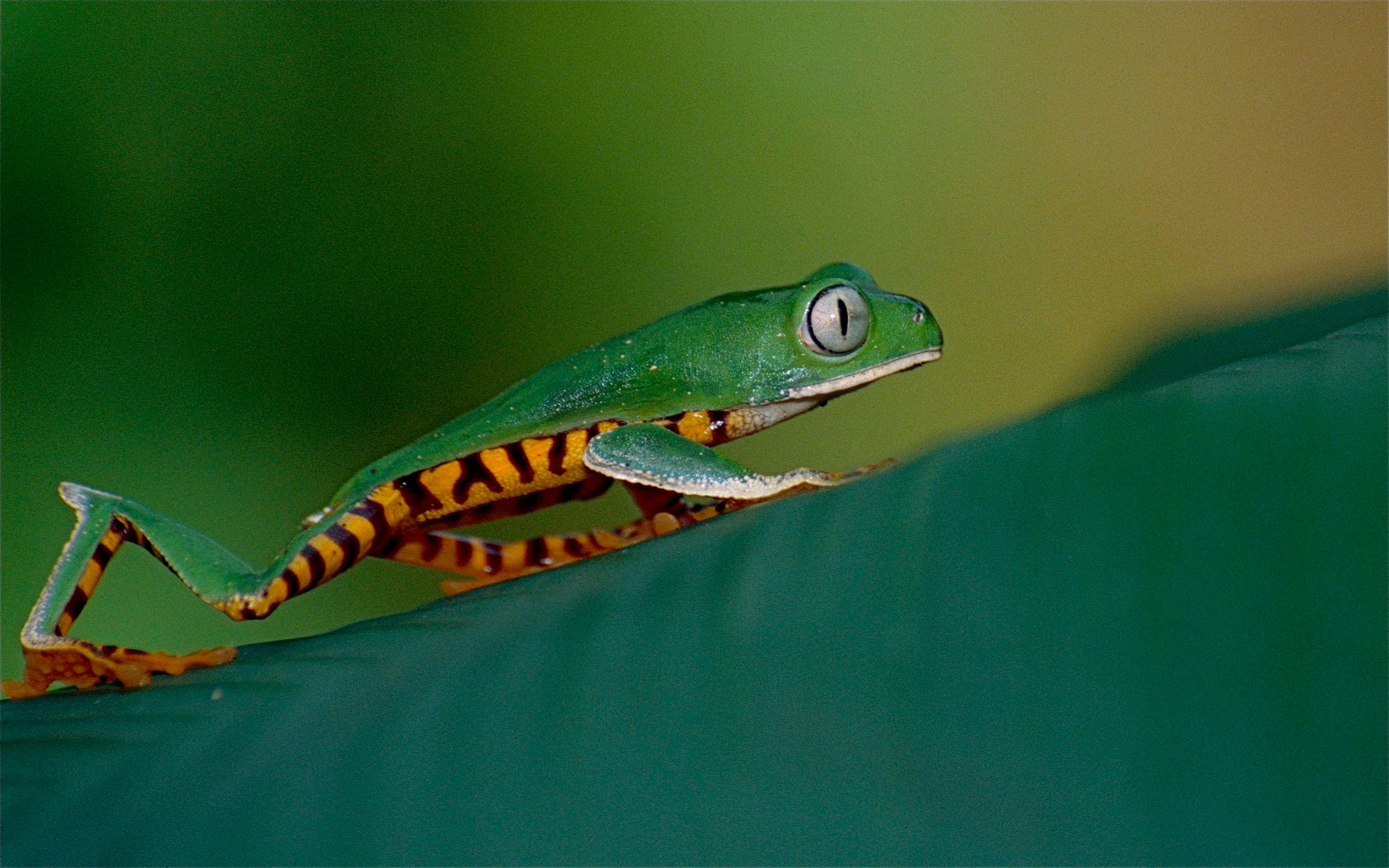
Guyane
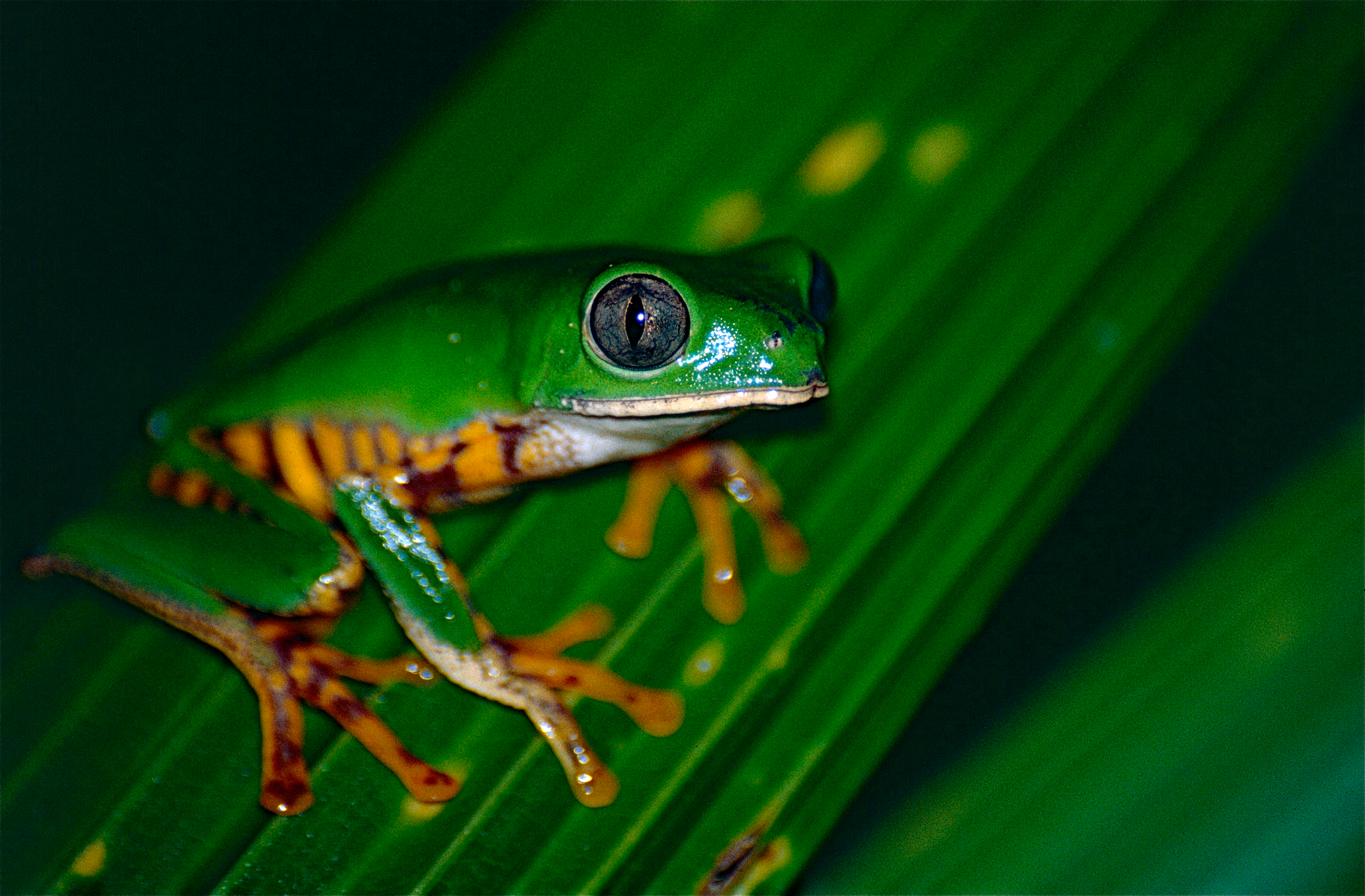
Guyane
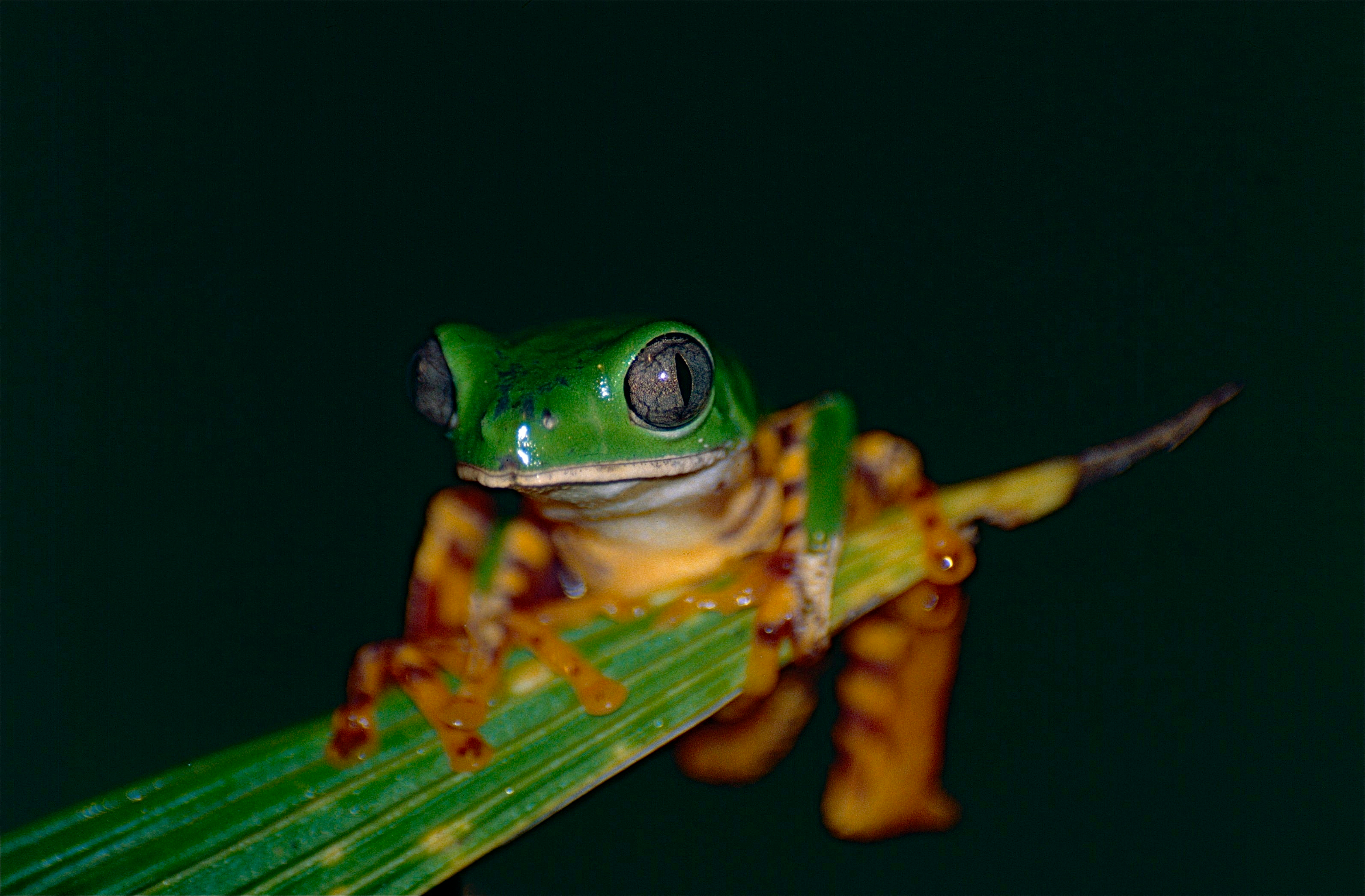
Guyane

## Publication originale
- Cope, 1868 : An examination of the Reptilia and Batrachia obtained by the Orton Expedition to Equador and the Upper Amazon, with notes on other species. Proceedings of the Academy of Natural Sciences of Philadelphia, vol. 20, p. 96-140 (texte intégral).